# 圆尾肖峭
圆尾肖峭（学名：Tetragnatha vermiformis）为肖峭科肖峭属的动物。分布于日本以及中国大陆的广东、江西、福建、四川、湖南、湖北、江苏、浙江、安徽、河北、北京、吉林等地，常见于各种农田及水边杂草。